# 第89回全日本アイスホッケー選手権大会
第89回全日本アイスホッケー選手権大会（だい89かい ぜんにほんアイスホッケーせんしゅけんたいかい）は、2021年12月16日から12月19日まで、長野市若里多目的スポーツアリーナで開催された全日本アイスホッケー選手権大会。
ひがし北海道クレインズが優勝した（2年連続9回目）。

## 出場チーム
アジアリーグアイスホッケー 5チーム
- ひがし北海道クレインズ
- レッドイーグルス北海道
- 東北フリーブレイズ
- H.C.栃木日光アイスバックス
- 横浜GRITS

全日本アイスホッケー選手権（B）上位4チーム
- DYNAX
- 日本製鉄室蘭アイスホッケー部
- 釧路厚生社
- 香川アイスフェローズ

関東大学アイスホッケーリーグ戦上位2チーム
- 中央大学
- 東洋大学

関西学生アイスホッケーリーグ戦　優勝チーム
- 関西大学

## 試合結果
1回戦　
- 東洋大学 6-2 香川アイスフェローズ
- 関西大学 2-6 日本製鉄室蘭
- 中央大学 1-3 DYNAX
- 横浜GRITS 8-4 釧路厚生社

2回戦
- 東洋大学 3-5 日光アイスバックス
- ひがし北海道クレインズ 5-1 日本製鉄室蘭
- DYNAX 2-5 東北フリーブレイズ
- レッドイーグルス北海道 5-3 横浜GRITS

準決勝
- ひがし北海道クレインズ 3-2 日光アイスバックス
- レッドイーグルス北海道 3-5 東北フリーブレイズ

3位決定戦
- 日光アイスバックス 4-3 レッドイーグルス北海道

決勝
- ひがし北海道クレインズ 6-5 東北フリーブレイズ

## 表彰
| 部門       | 受賞者   | 所属                   |
| 最優秀選手 | 大津晃介 | ひがし北海道クレインズ |